# Waldgroßauge

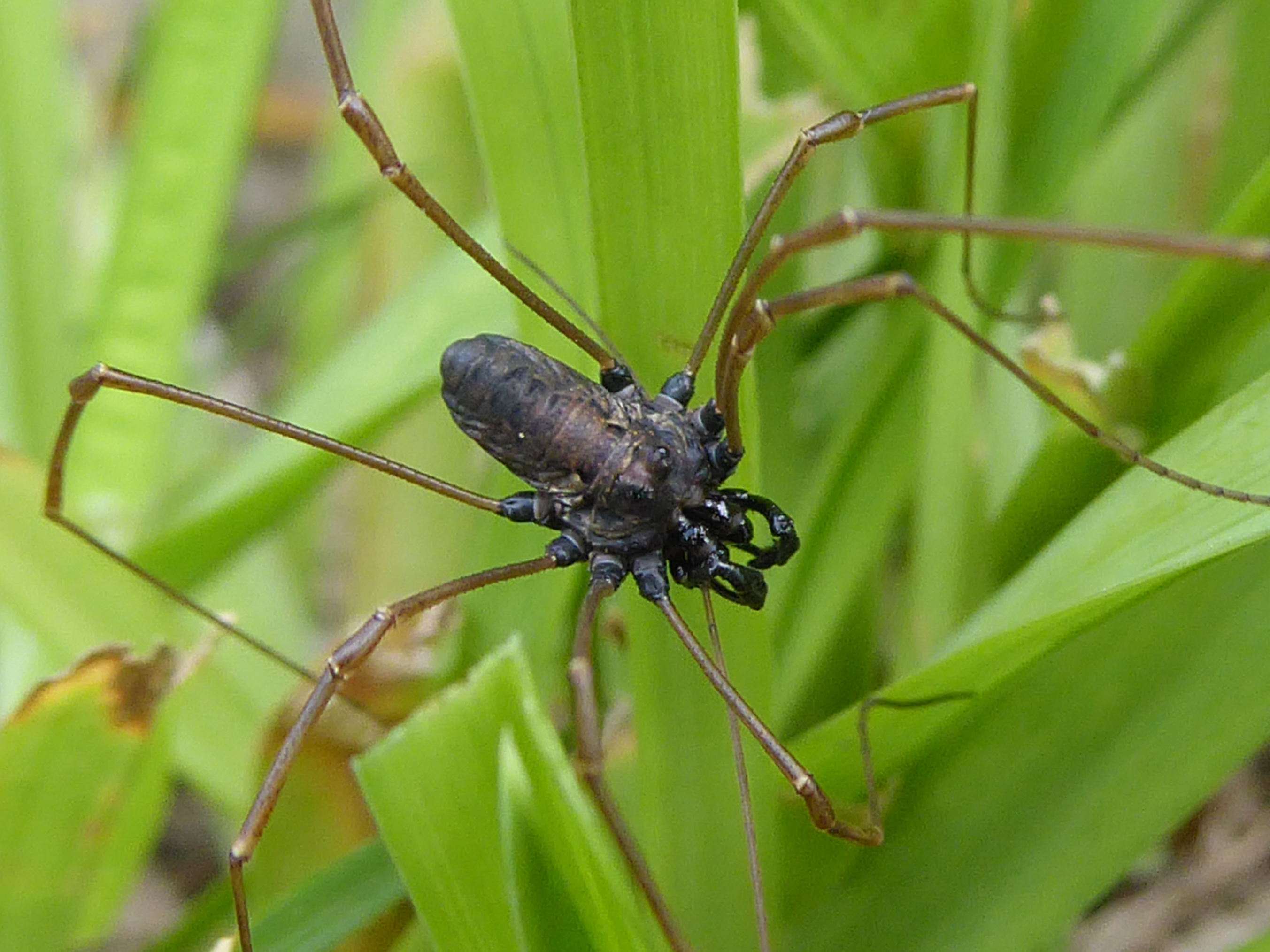
Ein männliches Exemplar

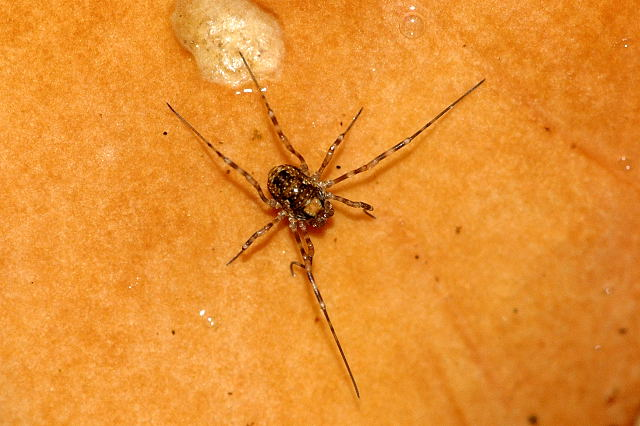
Ein juveniles Exemplar

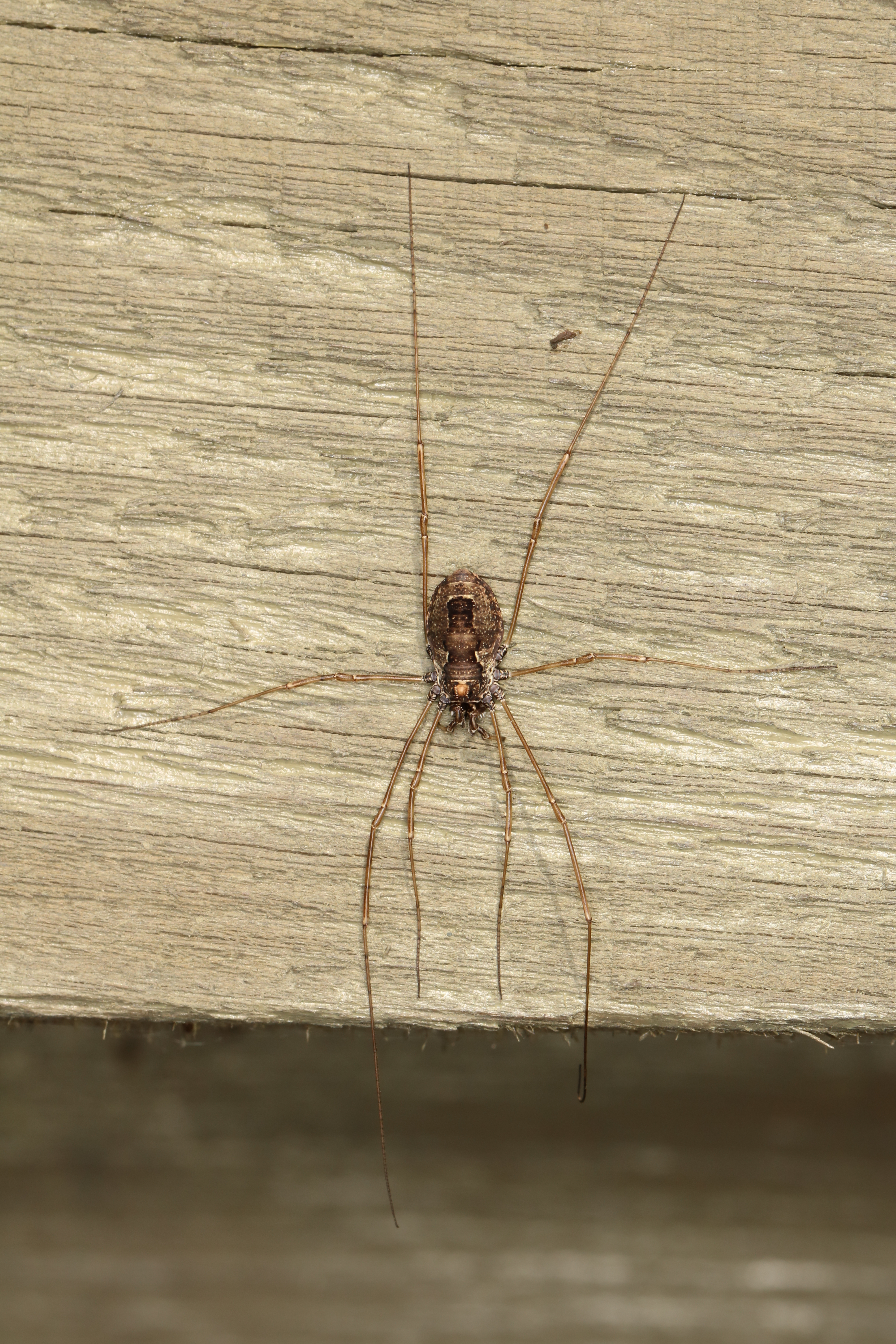
In diesem Bild ist die gesamte Spannweite der Beine erkennbar

Das Waldgroßauge (Platybunus pinetorum) ist eine Art der Weberknechte und in Europa beheimatet.

## Merkmale
Die Männchen werden 5–6 mm, die Weibchen 7–8 mm lang. Durch den rußschwarzen Körper mit bräunlichen, drehrunden Beinen sind die Männchen unverwechselbar. Die Weibchen sind sehr kontrastreich und variabel gezeichnet. Ein dunkler Sattel wird durch eine scharfe, silberfarbene Zeichnung deutlich abgegrenzt. Bei den Männchen ist die Sattelzeichnung kaum zu erkennen. Der große Augenhügel der Weibchen ist hellbraun bis dunkelbraun, breiter als lang und mit 10–12 kleinen Dornen besetzt. Ähnliche Art stellen Rilaena triangularis und das Gebirgsgroßauge (Platybunus bucephalus) dar.

## Verbreitung und Lebensraum
Das Verbreitungsgebiet der Art liegt überwiegend in Mittel- und Nordeuropa. Im Nordwesten besiedelt die Art Großbritannien und im Norden den Süden von Norwegen und Schweden, vor allem in den Küstenregionen. Südlich davon lebt die Art in Dänemark, Deutschland, den Niederlanden, Belgien, Luxemburg, der östlichen Hälfte Frankreichs, der Schweiz, Österreich, Norditalien und Tschechien. Das Verbreitungsgebiet erstreckt sich östlich davon noch in weitere Länder, zum Beispiel Rumänien. Die südlichsten Vorkommen befinden sich in Südfrankreich.
Ursprünglich war die Art an feuchtkühle Bergwälder gebunden und lebte nur in den Alpen, wo sie alpine Lärchen- und Zirbelwälder bewohnt, und verschiedenen Mittelgebirgen bis in Höhen von etwa 1900 m. Mittlerweile breitet sich die Art jedoch zunehmend aus und besiedelt dabei auch Flachland, wie in der Norddeutschen Tiefebene oder den Niederlanden.
Adulte und subadulte Tiere findet man meist auf Baumstämmen, auf Sträuchern, in der Krautschicht oder auf Felsen, wo sie tagsüber ruhen. Die juvenilen Tiere leben im Falllaub.

## Lebensweise
Adulte Tiere finden sich im Sommer, in tieferen Lagen auch schon ab März. In höheren Lagen sind sie bis in den September hinein zu finden. Die Jungen schlüpfen vom Spätsommer bis in den Herbst, überwintern klein und werden im nächsten Sommer erwachsen.

## Taxonomie
Die Art wurde 1839 von Carl Ludwig Koch unter dem Namen Platylophus pinetorum erstbeschrieben.